# Lasse Stenbäck
Lars Olov "Lasse" Stenbäck, född 11 januari 1956, är en svensk före detta fotbollsspelare. 
Stenbäck spelade allsvensk fotboll för Djurgårdens IF 1975–1981 och Hammarby IF 1986. Han spelade även två U21-landskamper.
Stenbäck började senare arbeta som journalist på Eskilstuna-Kuriren i Eskilstuna.[källa behövs]